# 拝借金
拝借金（はいしゃくきん）とは、江戸幕府が財政支援のために、大名・旗本などに無利子で貸与した金銭。
幕府による恩恵とする位置付けから恩貸とも呼ばれた。

## 概要

### 記録
記録で確認できる最古の例は大坂冬の陣の時のことであり、当時江戸城の普請が進行中であったことから、普請と軍役の二重負担に配慮して支給されたものと考えられている。
加賀藩には3万両、仙台藩には1万5千両、西国の姫路藩・和歌山藩・佐賀藩には銀200貫目が貸与されたとされている。
その後も火災や水害などを理由としてしばしば拝借金が貸与された。特に明暦の大火においては被災した大名家に対して石高に応じて10ヵ年返済の拝借金が認められている。

### 貸与例
拝借金が貸与される例として居城の罹災や領内の災害・凶作、勅使や朝鮮通信使への接待などの幕命による御用遂行、転封、幕府の役職就任（京都所司代や大坂城代、遠国奉行など）などが挙げられる。
また、御三家などの将軍家親族や老中・若年寄・京都所司代歴任者に対しては基準が緩かった様である。
また、江戸時代後期には旗本・御家人の生活窮乏を救うために拝借金が行われたほか、寺社・宿場町・米価などの維持のために非武士に対しても行われることがあった（米価の場合は札差・米問屋が対象となる）。

### 幕末
幕末になると、海防などの軍備増強や経済混乱に対する救済策としても行われた。江戸時代後期には幕府自体の財政難を理由に拝借金の基準が厳しくなり拠出の抑制が行われたが、それでも天保13年（1842年）暮れには拝借金残高がほぼ12万両に達していた。
拝借金は幕藩体制維持のためには必要な措置であったが、同時に幕府財政を悪化させる要因の1つになったのである。